# Сламники
Сламники (словен. Slamniki) насељено место у општини Блед покрајина Горењска. Општина припада регији Горењска.
Налази се на надморској висини 871,5 м. Приликом пописа становништва 2002. године насеље је имало 10 становника,,